# 화랭이
"화랭이"(The Sorcerer)는 한국에서 제작된 고응호 감독의 1985년 서사 영화이다. 정은숙 등이 주연으로 출연하였고 곽정환 등이 제작에 참여하였다.

## 출연

### 주연
- 정은숙
- 마흥식
- 임영규
- 박암

## 기타
- 조명: 김기수
- 미술: 김유준
- 소품: 이예호